# Alfred Heiß
Alfred Heiß, genannt Fredi (* 5. Dezember 1940 in München), ist ein ehemaliger deutscher Fußballspieler des TSV 1860 München, der im Jahr 1966 die Deutsche Meisterschaft gewann.

## Karriere

### Verein, 1959–1970
Am 23. August 1959 beim Startspiel der Runde 1959/60 debütierte das aus der „Löwen“-Jugend entwachsene Stürmertalent Alfred Heiß beim 1:1-Auswärtsspiel bei Viktoria Aschaffenburg in der Oberliga Süd für die „Blauen“ als linker Flügelstürmer an der Seite von Auernhammer, Feigenspan, Kölbl und Stemmer. Trainer Hans Hipp setzte ihn in der Runde 1959/60 insgesamt 22 Mal ein und das flinke Talent auf Außen steuerte zum vierten Rang der Runde fünf Treffer bei. Die ersten Derbys gegen den FC Bayern erlebte er mit wechselndem Erfolg. Jeweils der Gastgeber verlor die „Heimpartie“. Die Bayern gewannen im September 1959 mit 6:4 und die Sechzger im Februar 1960 mit 3:1 Toren. In der Saison 1961/62 konnte er wegen einer Gelbsuchterkrankung nur ein Spiel in der Oberliga bestreiten. Im zweiten Jahr mit Trainer Max Merkel feierte 1860 in der Runde 1962/63 die Meisterschaft im Süden. Heiß hatte als torgefährlicher Flügelstürmer in 29 Einsätzen zehn Tore dazu beigesteuert. In der Endrunde um die deutsche Meisterschaft 1963 scheiterte die Mannschaft aber an Borussia Dortmund. Von 1959 bis 1963 war Alfred Heiß in 74 Spielen mit 19 Toren in der Oberliga Süd für 1860 München im Einsatz. Der Titelgewinn im abschließenden Oberliga-Jahr gab den Ausschlag zur Aufnahme in die Fußball-Bundesliga für die Saison 1963/64. Im ersten Jahr in der Bundesliga platzierten sich die Merkel-Schützlinge im Mittelfeld. Im DFB-Pokal 1963/64 gelang dagegen ein weiterer Titelgewinn. Am 13. Juni 1964 gewann 1860 München das Pokalendspiel in Stuttgart mit 2:0 Toren gegen Eintracht Frankfurt. Der auf beiden Flügeln einsetzbare Heiß stürmte auf der linken Seite, der Ex-Offenbacher Engelbert Kraus am rechten Flügel. Im zweiten Jahr in der Bundesliga bestritt er alle 30 Spiele und traf sieben Mal in das gegnerische Tor. Höhepunkt wurde in dieser Runde aber der Einzug in das Europapokal-Finale der Pokalsieger am 19. Mai 1965 im Londoner Wembley-Stadion gegen West Ham United. Zwar wurde das Spiel mit 0:2 Toren verloren, aber nach großer Leistung und die drei sehenswerten Spiele davor im Halbfinale gegen den AC Turin trugen auch zu einem positiven Gesamteindruck bei. Im Jahre der Fußball-Weltmeisterschaft 1966 in England holte 1860 die deutsche Meisterschaft nach München. Heiß hatte mit 31 Spielen und 10 Toren daran Anteil. Im Jahre der Titelverteidigung, 1966/67, kam es nach dem Europacup-Aus gegen Real Madrid im Dezember 1966 zur Trennung von Trainer Max Merkel. Am Rundenschluss konnte man sich mit der Vizemeisterschaft schmücken. In den nächsten drei Jahren ging es finanziell und sportlich beim Meister von 1966 dem Abgrund entgegen. Nach der Saison 1969/70 stieg der TSV 1860 München aus der Bundesliga ab. Alfred „Fredy“ Heiß hatte von 1963 bis 1970 für die „Löwen“ in der Bundesliga 169 Spiele mit 40 Toren bestritten.

### Nationalmannschaft, 1962–1966
Am 29. Dezember 1962 debütierte Alfred Heiß in der Nationalmannschaft beim siegreichen 5:1 Spiel in Karlsruhe gegen die Schweiz auf Linksaußen an der Seite des Halblinken Hans Küppers. Bundestrainer Sepp Herberger hatte nach der Fußball-Weltmeisterschaft 1962 in Chile auf den Flügel von 1860 gesetzt. Am 7. Mai 1966 stürmte Heiß in Belfast gegen Nordirland auf dem linken Flügel und schoss ein Tor zum 2:0-Erfolg. Es war sein achter Einsatz im DFB-Team. Bundestrainer Helmut Schön nominierte ihn später nicht für das Aufgebot der Weltmeisterschaft 1966 in England.

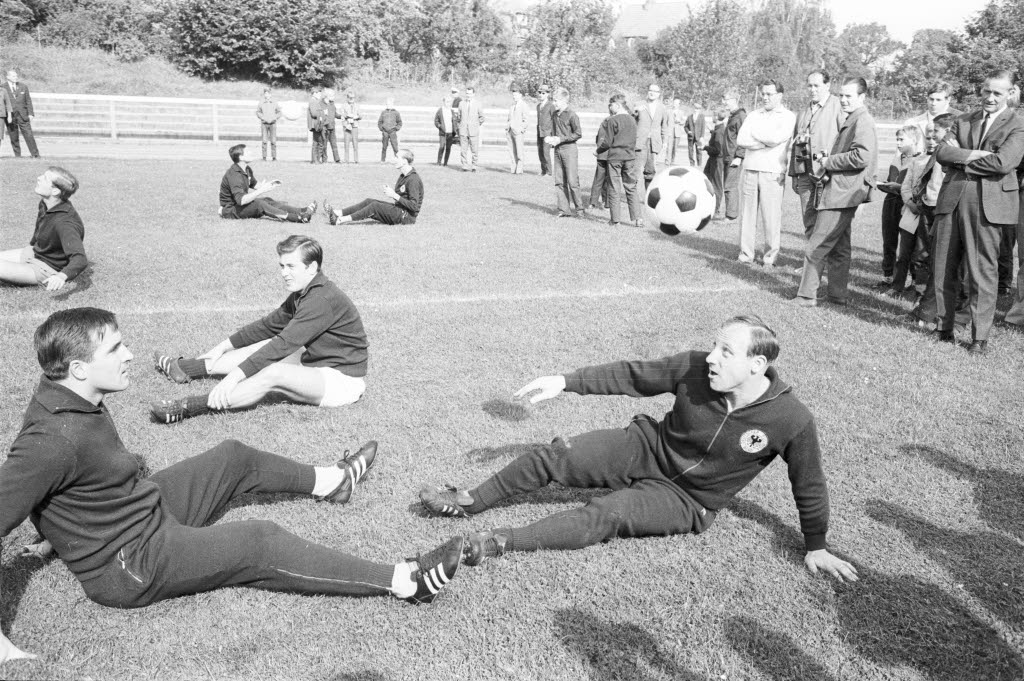
Fredi Heiß (4. v. l.) mit Rudi Brunnenmeier (2. v. l.) und Uwe Seeler (6. v. l.) beim Training mit der Nationalmannschaft.

Am 1. September 1965 stürmte er in Köln für die B-Nationalmannschaft beim 3:0-Sieg über die Auswahl der Sowjetunion. Heiß bestritt zwei Spiele für die U23-Nationalmannschaft; am 25. September 1963 in Karlsruhe bei der 0:1-Niederlage gegen die Auswahl Bulgariens und am 4. März 1964 in Ankara bei der 1:2-Niederlage gegen die Auswahl der Türkei. Begonnen hat seine internationale Karriere bereits im Jahr 1959 in Bulgarien mit der DFB-Jugendauswahl „A“, für die er alle drei Gruppenspiele im Rahmen des UEFA-Jugendturniers bestritten hatte. Sein Debüt hatte er am 29. März in Sofia beim 1:0-Sieg über die Auswahl Jugoslawiens, zwei Tage später verlor er mit seiner Mannschaft in Dimitrovo bei der 1:2-Niederlage gegen die Auswahl Bulgariens und am 2. April gewann er mit ihr in Sofia gegen die Auswahl der Niederlande mit 1:0; Torschütze: Werner Ipta. Sein einziges Tor für diese Auswahl erzielte er bereits vor dem Turnier am 8. März in Coburg beim 3:0-Sieg über die Auswahl Österreichs.

## Nach der Karriere
Der gelernte Speditionskaufmann wurde Mitinhaber eines Fuhrunternehmens in Garching-Hochbrück und lebt mit seiner Familie in Neukeferloh. Er war zeitweise Mitglied des Aufsichtsrats des TSV 1860 München. 2025 wurde ihm der Bayerische Verdienstorden verliehen.